# Dallas Cowboys 1991
La stagione 1991 dei Dallas Cowboys è stata la 32ª della franchigia nella National Football League e vide il ritorno ai playoff dopo diverse stagioni di assenza, inclusa una terminata con un record di 1-15 solo due anni prima. Fu anche il primo anno di Norv Turner come coordinatore offensivo sotto la direzione del capo-allenatore Jimmy Johnson. Il giovane nucleo offensivo composta da Troy Aikman, Michael Irvin e Emmitt Smith continuò a svilupparsi, così come la linea offensiva, mentre anche la difesa migliorò. Anche se i Cowboys avrebbero perso nei playoff contro i Detroit Lions nel divisional round, la stagione fu considerata un grande successo e un anticipo delle cose a venire. Aggiunte degne di nota furono il defensive tackle Russell Maryland, il wide receiver Alvin Harper, l'offensive tackle Erik Williams e il linebacker Dixon Edwards.

## Calendario

### Stagione regolare
| Turno | Data               | Avversario             | Risultato          | Pubblico           |
| ----- | ------------------ | ---------------------- | ------------------ | ------------------ |
| 1     | 1/9/1991           | at Cleveland Browns    | V 26–14            | 78,860             |
| 2     | 9/9/1991           | Washington Redskins    | S 33–31            | 63,025             |
| 3     | 15/9/1991          | Philadelphia Eagles    | S 24–0             | 62,656             |
| 4     | 22/9/1991          | at Phoenix Cardinals   | V 17–9             | 68,814             |
| 5     | 29/9/1991          | New York Giants        | V 21–16            | 64,010             |
| 6     | 6/10/1991          | at Green Bay Packers   | V 20–17            | 53,695             |
| 7     | 13/10/1991         | Cincinnati Bengals     | V 35–23            | 63,275             |
| 8     | Settimana di pausa | Settimana di pausa     | Settimana di pausa | Settimana di pausa |
| 9     | 27/10/1991         | at Detroit Lions       | S 34–10            | 74,906             |
| 10    | 3/11/1991          | Phoenix Cardinals      | V 27–7             | 61,190             |
| 11    | 10/11/1991         | at Houston Oilers      | S 26–23            | 63,001             |
| 12    | 17/11/1991         | at New York Giants     | S 22–9             | 76,410             |
| 13    | 24/11/1991         | at Washington Redskins | V 24–21            | 55,561             |
| 14    | 28/11/1991         | Pittsburgh Steelers    | V 20–10            | 62,253             |
| 15    | 8/12/1991          | New Orleans Saints     | V 23–14            | 64,530             |
| 16    | 15/12/1991         | at Philadelphia Eagles | V 25–13            | 65,854             |
| 17    | 22/12/1991         | Atlanta Falcons        | V 31–27            | 60,962             |

### Playoff
| Turno      | Data       | Avversario       | Risultato |
| ---------- | ---------- | ---------------- | --------- |
| Wild Card  | 29/12/1991 | at Chicago Bears | V 17–13   |
| Divisional | 5/1/1992   | at Detroit Lions | S 38–6    |